# Acorus
Acorus L., (Acorus), fam. Acoraceae, este un gen de plante orginar din Europa, America de Sud, Asia (India), care cuprinde 2 specii, acvatice, vivace, cu rizomi tuberoși.

## Caracteristici
- Frunze fără pețiol, întregi, liniare sau lanceolate.
- Flori hermafrodite, așezate separat pe același spadice tubulos.

## Înmulțire
Înmulțirea plantelor se face pe cale vegetativă, prin despărțire.

## Utilizări
Datorită proprietății rădăcinilor și frunzelor se utilizează în industria farmaceutică și cosmetică pentru aromatizare. Se folosește și pentru decorarea parcurilor.

## Specii
Cuprinde 2 specii:
- Acorus calamus
- Acorus gramineus

## Specii din România
Flora României conține 1 specie:
- Acorus calamus – Obligeană